# تلفزيون ريوكيو أساهي
رويوكو أساهس برودكاستين كو.، إل تي دي. (琉球朝日放送株式会社 Ryukyu Asahi Hōsō Kabushiki-Gaisha) المعروف أيضا باسم QAB شبكة بث يابانية تابعة لـ آن. مقرها يقع في أوكيناوا.

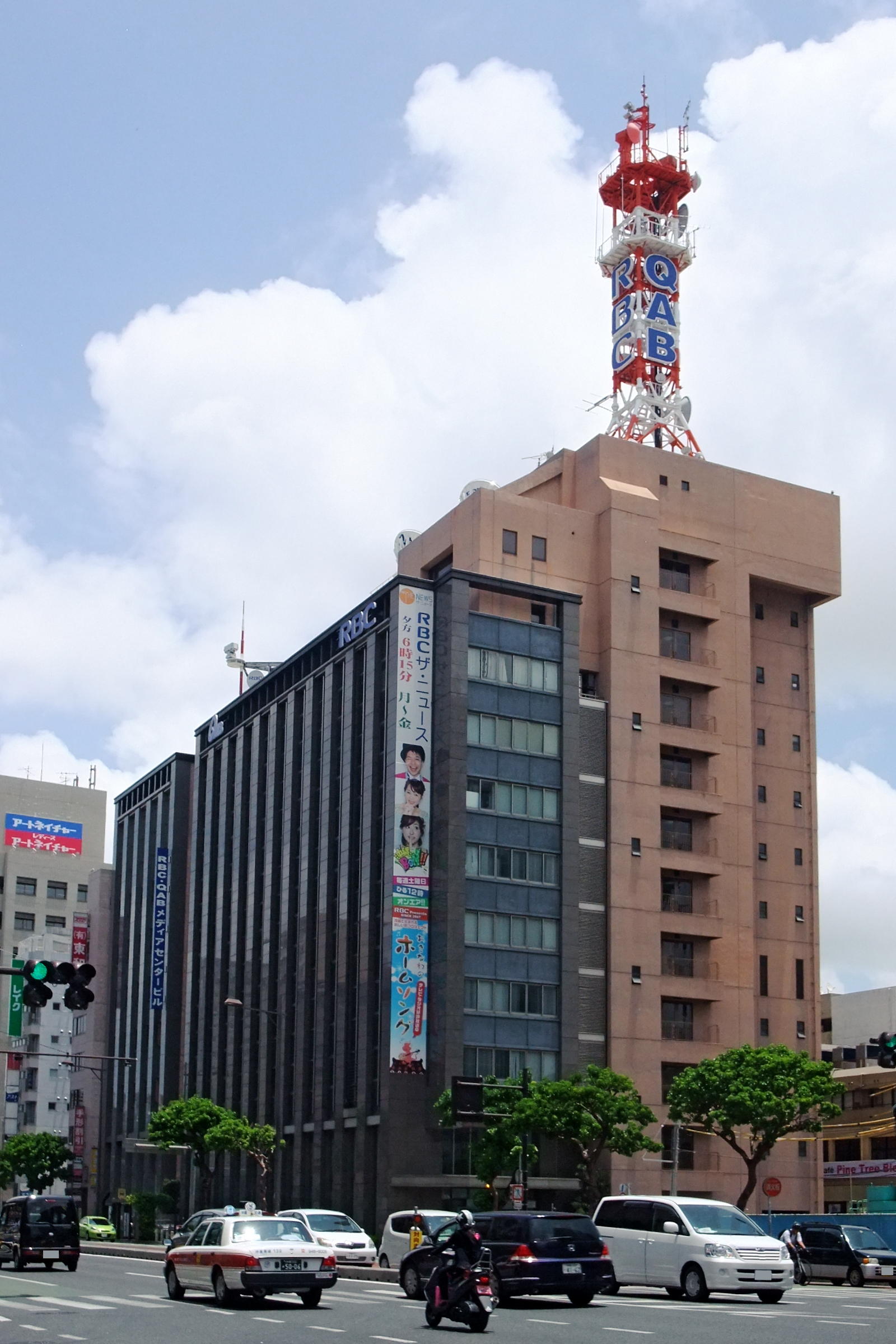
بناية RBC-QAB مركز وسائل الإعلام

QAB لديها علاقة مع بث ريوكيو، شبكة أخبار اليابان التابعة لها. وتقع مكاتبها داخل بناية كيو إي بي-آر بي سي الإعلامية المركزية  (RBC・QABメディアセンタービル) في ناها.

## التاريخ
- 1 أكتوبر 1995 تم إعداده ثالث محطة الإذاعة لـ أوكيناوا.
- 1 ديسمبر 2006 التلفزة الرقمية الأرضية بدأ (ناها محطة ناها الرئيسية).

## محطات

### التناظرية
- ناها(المحطة الرئيسية) JORY-TV 28ch
- جينوان 35ch
- غويا 18ch
- أوروما 44ch
- على'na 35ch
- Nakijin42ch
- Motobu 54ch
- Kumejima 42ch

### الرقمية(ID:5)
- ناها(المحطة الرئيسية) JORY-DTV 16ch

## منافسة المحطات
- أوكيناوا التلفزيون (OTV)
- ريوكيو الإذاعة (RBC)
- NHK أوكيناوا

## وصلات خارجية
- QAB الموقع الرسمي